# Klaviersonaten (Mjaskowski)

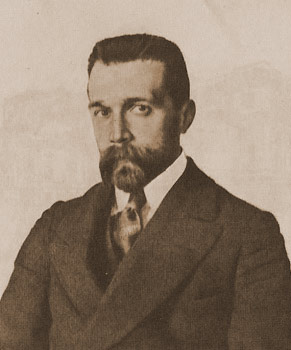
Nikolai Mjaskowski (1912)

Nikolai Jakowlewitsch Mjaskowski veröffentlichte zwischen 1907 und 1949 neun Klaviersonaten, eine Sonatine, sowie mehrere kleine Stücke für Klavier. Die Klaviersonaten wurden nicht in der Reihenfolge veröffentlicht, in der sie komponiert wurden, trotzdem repräsentieren sie jede Schaffensphase des Komponisten. Neben den veröffentlichten Sonaten gibt es noch weitere unveröffentlichte Werke aus der Zeit vor Mjaskowskis Studium. Diese Skizzen verarbeitete er jedoch teilweise später, zum Beispiel in der fünften und sechsten Sonate. An seinem Hauptwerk, den Sinfonien und Streichquartetten, kann man erkennen, dass Mjaskowski am Klavier komponierte; umgekehrt ist ein Merkmal seiner Klaviersonaten die sinfonische Breite und dynamische Bewegung, die sonst nur durch eine Orchesterbesetzung möglich ist. Die Sonaten setzen nicht auf Virtuosität oder Effekthascherei, trotzdem sind sie keineswegs einfach zu spielen. Besonders die ersten vier verlangen ein hohes Maß an musikalischem Verständnis.
Die Sonaten lassen sich in vier Gruppen unterteilen. Die erste Sonate nimmt als einziger Vertreter ihrer Gruppe dabei einen Sonderstatus ein, da sie noch ganz im Zeichen der spätromantischen Vorbilder Mjaskowskis steht. Sie stammt aus der Zeit des Studiums am Konservatorium. Die nächste Gruppe bilden die Sonaten fünf und sechs, da die Vorlagen, die Mjaskowski 1944 zu zwei Sonaten zusammenfügte, überarbeitete und veröffentlichte, ebenfalls aus seiner Studienzeit stammen. Trotzdem zeigen sie Ruhe und Reife der Spätphase des Komponisten. Die zweite, dritte und vierte Sonate bilden die dritte Gruppe. Sie sind geprägt von Dissonanzen, hervorgerufen durch viele Quart- und übermäßige Quart-Klänge und bedrückender Stimmung. Möglicherweise verarbeitete Mjaskowski hier seine traumatischen Erlebnissen des Ersten Weltkriegs. Hier ist deutlich die Nähe zu Skrjabin und den Dichtern des Symbolismus erkennbar. Die letzten drei Sonaten schrieb der schon an Krebs erkrankte Mjaskowski 1949 als Lehrstücke. Sie sind wesentlich kürzer und überschaubarer als die früheren Sonaten, und geprägt von der melancholischen Tonsprache der späten Jahre.
Die Klaviersonaten werden nur sehr selten in Konzerten gespielt, beliebt sind sie aber vor allem bei russischen Pianisten. Die Pianisten Murray McLachlan (Großbritannien) und Endre Hegedüs (Ungarn) haben jeweils Gesamtaufnahmen veröffentlicht.

## Frühe Sonaten
Die ersten drei Sonaten schrieb Mjaskowski noch vor seinem Studium, die Sonate in e-Moll op. 0J entstand im Jahr 1905. 1907 folgten die Sonaten in c-Moll op. 0O und in G-Dur op. 0P, beide in einem Satz. Op. 0P orchestrierte er 1909 zur Ouvertüre G-Dur op. 9A. Diese drei Sonaten wurden allerdings nie veröffentlicht. Mit op. 0O bewarb er sich erfolgreich am Sankt Petersburger Konservatorium.

## Veröffentlichte Sonaten

### 1. Sonate in d-Moll op. 6
- Satzbezeichnungen:
  - I Moderato assai ed espressivo
  - II Allegro affanato - Allegro con fuoco - Allegro precipitato: quasi coda
  - III Largo espressivo
  - IV Non allegro - Allegro - Molto moderato - Maestoso e patetico
- Gesamtdauer: ca. 30 Minuten
- Komponiert: 1907–1909
- Frau N. L. Hofman gewidmet

Die Sonate in d-Moll hat zwar in der offiziellen Nummerierung die Nummer 1, da sie als erste veröffentlicht wurde, trotzdem ist sie nicht die erste Klaviersonate, die Mjaskowski schrieb. Dies erkennt man schon an der versierten Kompositionstechnik und der Erfahrung, die der Komponist offensichtlich hatte. Der erste Satz in d-Moll ist als Fuge angelegt, die eine Verbindung über 150 Jahre von Bach bis zur Spätromantik des frühen 20. Jahrhunderts schafft. Der zweite Satz, ebenfalls in d-Moll, ist der eigentliche Hauptsatz, er hält sich auch weitgehend an die Sonatensatzform, bis auf die Kadenz, die eher an eine Konzertform erinnert. Das Fugenthema des ersten Satzes zieht sich durch alle Sätze und ist auch im Mittelteil des langsamen und lyrischen dritten Satz in F-Dur zu finden. Im vierten Satz, einem imposanten schnellen Finale in d-moll, zeigt sich mit der orchestralen Breite, die in einer Transformation der Anfangsfuge gipfelt, eine Charakteristik der Klavierwerke Mjaskowskis.

### 2. Sonate in fis-Moll op. 13
- Satzbezeichnungen:
  - Lento, ma deciso - Allegro affanato
- Gesamtdauer: ca. 13–20 Minuten
- Komponiert: 1912, überarbeitet 1948
- B. S. Sacharow gewidmet
- Uraufgeführt 1916 in Sankt Petersburg (damals noch Petrograd)

Die zweite Klaviersonate in fis-Moll in einem Satz entstand im Jahr 1912 und zählt damit noch zum Frühwerk („pessimistische Phase“) des Komponisten. Sie zeigt aber auch schon ein hohes Maß an handwerklichem Können, vor allem was Struktur und Verarbeitung des thematischen Materials angeht. Die Sonate trägt den Untertitel „Dies Irae“; dieses bekannte Thema taucht als ein Seitensatz auf. Nicht nur deshalb sind Einflüsse von Franz Liszt, Sergei Rachmaninoff und dem frühen Alexander Skrjabin zu erkennen. In Russland erhielt die Sonate außerdem den Beinamen „Neues Hammerklavier“, in Anspielung an die 29. Klaviersonate von Ludwig van Beethoven, deren dritter Satz ebenfalls in fis-Moll steht.
Zu Anfang der Sonate steht eine langsame Einleitung mit kräftigen vollen Akkorden. Das Thema der Einleitung weist eine deutliche Verwandtschaft zur Fuge der ersten Klaviersonate auf, auch wenn es hier als Kanon erscheint. Die harmonische Struktur erinnert deutlich an Skrjabin. Als Überleitung wird das Thema des Hauptsatzes in langsamem Tempo vorweggenommen, dann setzt das „Allegro affanato“, das eine dreiteilige Sonatenform aufweist, ein. Das thematische Material ist passend zur Satzbezeichnung bedrückend (affannato: ital. für atemlos, keuchend), aber kraftvoll, geprägt von chromatischen Abwärtsbewegungen zunächst im Bass und später in allen Stimmen. Danach setzt gemäß dem Themendualismus der Sonate ein kontrastierendes zweites Thema ein, das vom Einsatz des dritten Themas, dem Dies Irae, unterbrochen wird. Das Thema erscheint über einem rhythmischen Pattern im Bass, das damit im Kontrast zur Melodie steht und für harmonische Unruhe sorgt. Dieses dritte Thema und Teile der anderen Themen erscheinen in der Durchführung, wobei besonders das Dies Irae immer wieder variiert und kontrapunktisch verarbeitet wird. Nach der Reprise erscheint eine Coda, in der eine Fuge über ein Accelerando zum „Allegro disperato“ (disperato: ital. für hoffnungslos, verzweifelt) führt. Die kontrapunktischen Strukturen werden fast vollständig zu Gunsten des scharfen und gewaltigen Schlusses im {\displaystyle f\!\!f\!\!f} aufgegeben. Die Sonate ist eine von nur zwei Sonaten, die klar in Moll enden.
Die zweite Sonate ist die vielleicht technisch schwierigste, trotzdem oder grade deshalb ist sie auch als eines der wenigen Werke Mjaskowskis außerhalb Russlands selten in Konzerten zu hören. Aufnahmen sind erhältlich von Endre Hegedüs, Murray McLachlan, Lydia Jardon, Elene Skuratovskaya, T. Guseva, İdil Biret, und Boris Lvov. Die große Differenz der Gesamtdauer kommt dadurch zustande, dass die Interpreten sehr verschiedene Tempi wählen.

### 3. Sonate in c-Moll op. 19
- Satzbezeichnungen:
  - Con desiderio, improvisato - Moderato con moto, stentato, ma sempre agitato
- Gesamtdauer: ca. 12–18 Minuten
- Komponiert: 1920, rekonstruiert 1939
- Uraufführung von Samuil Feinberg

Die dritte Sonate in c-Moll schrieb Mjaskowski 1920. Äußerlich weist sie viele Parallelen zur zweiten Sonate auf: Sie ist in einem Satz geschrieben, hat in etwa die gleiche Gesamtlänge und ist auch strukturell vergleichbar. Allerdings hat diese Sonate im Gegensatz zum stürmischen, atemlosen Charakter der zweiten Sonate eher eine rätselhafte und ruhelose Atmosphäre. Diese Atmosphäre wird vor allem durch die vielen Dynamik- und Metrikwechsel hervorgerufen, die Harmonien gehen über ins Dissonante und Atonale. Dadurch ist die Sonate das vielleicht komplexeste und sperrigste Klavierwerk des Komponisten. Die Sonatensatzform lässt sich nur oberflächlich anordnen: Das Stück beginnt mit der ersten Idee, einer achttaktigen Einleitung, es folgt das melancholische Hauptthema in der Haupttonart und eine zweite Themengruppe, die wieder stark an Skrjabin erinnert. Im folgenden Verlauf ist es jedoch unmöglich, eine weitere Struktur festzumachen, da die drei Themen fortlaufend und nicht erst in der Durchführung wie in der zweiten Sonate ausgebaut und miteinander verwoben werden. Der eigentlichen Reprise folgt eine energische Coda, die wieder Bezug auf die Einleitung nimmt. Mjaskowski überarbeitete die Sonate 1939 hin zu größerer struktureller Klarheit, dies führte zu einer erhöhten Popularität des Stückes. Neben den Gesamtaufnahmen von McLachlan und Hegedüs haben auch Lydia Jardon, Idil Biret, Boris Petrushansky und Swjatoslaw Richter diese Sonate aufgenommen.

### 4. Sonate in c-Moll op. 27
- Satzbezeichnungen:
  - I Allegro moderato, irato - Largamente
  - II Andante non troppo quasi Sarabanda
  - III Allegro con brio - Tranquillo - Tempo I
- Gesamtdauer: ca. 22–30 Minuten
- Komponiert: 1924–1925, überarbeitet 1946

Bei der vierten Sonate in c-Moll experimentiert Mjaskowski offen mit Dissonanzen und Atonalität. Nach den beiden einsätzigen Sonaten kehrt er zur dreisätzigen Form zurück, auch wenn der Begriff 'traditionell' ausschließlich auf die Form anzuwenden ist. Die Tonsprache steht im Zeichen der Modernisten Mossolow und Goedicke. Die Sonate erreicht die Dimensionen der ersten Sonate, was vor allem dem ersten Satz zu verdanken ist: Mit einer Dauer von 11 bis 16 Minuten ist er der längste Satz – abgesehen von der zweiten und dritten Sonate – aller Sonaten. Rastlosigkeit wie die der dritten Sinfonie, Unerbittlichkeit und starke Polyphonie machen diese Sonate aus, es gibt allerdings auch lyrische Momente, vor allem im zweiten Satz.
Der erste Satz steht in der Sonatensatzform mit einer ausgedehnten Coda, die an den ersten Satz der sechsten Sinfonie erinnert. Auch wenn das Klavier nicht die Streichertremolos spielen kann, kommt der düstere Klang nah an die Sinfonik heran. Der Satz endet mit bedrohlichem Glockenläuten. Der zweite Satz trägt die Bezeichnung Sarabande und entstammt einem Album aus den Jahren 1917–19 mit dem Titel 'Frolics'. Er hat eine traurige, melancholische Stimmung. Die Stimmung des dritten Satz ist wild und verwirrend, bis auf eine kurze verträumte Episode im Mittelteil. Der Satz durchläuft sämtliche harmonische Stationen und endet abrupt in Des, ob Dur oder Moll ist nicht zu sagen, gefolgt von der Tonfolge G-A-H-C, die eher den Eindruck eines c-Moll-Schlusses vermittelt.
Außer Hegedüs, McLachlan und Jardon haben auch Alexander Slobodyanik und Leonid Brumberg diese Sonate aufgenommen.

### 5. Sonate in H-Dur op. 64, 1
- Satzbezeichnungen:
  - I Allegretto capriccioso
  - II Largo espressivo
  - III Vivo
  - IV Allegro energico
- Gesamtdauer: ca. 25 Minuten
- Komponiert: erste Skizzen 1907–1908, erste Überarbeitung 1917, zweite Überarbeitung 1944

Von den Klaviersonaten durchlief die fünfte in H-Dur wohl die größte Entwicklung. Die ersten Skizzen – teilweise als eigene, kleine Klavierstücke konzipiert – entstanden in den Jahren 1907–1908, also in Mjaskowskis Studienzeit, in der er auch die erste Sonate komponierte. 1917 war das Werk eigentlich fertig, er veröffentlichte es aber erst 1944 nach einer weiteren Revision als op. 64, zusammen mit der sechsten Klaviersonate in As-Dur. Diese Entwicklung spiegelt sich auch deutlich in der Musik wider: Auf der einen Seite ist noch der Einfluss Tschaikowskis zu erkennen, auf der anderen Seite steht die Tonsprache schon ganz im Zeichen von Mjaskowskis später Schaffensphase. Diese beiden Sonaten wurden 20 Jahre nach der vierten Sonate veröffentlicht, und so ist der Pessimismus und die Rastlosigkeit der früheren Sonaten fast vollständig verschwunden.
Für die fünfte Sonate greift Mjaskowski wieder auf die traditionelle, viersätzige Sonatenform zurück, die sich aber von der ersten Sonate dadurch unterscheidet, dass er sich diesmal an die Satzfolge Schnell (Kopfsatz) – Langsam – Schnell (Scherzo) – Schnell (Finale) hält und die Ecksätze in der Sonatensatzform stehen. Der erste Satz hat einen leichten und pastoralen Charakter, der langsame zweite Satz ist lyrisch und von nachdenklicher Stimmung. Im dritten Satz stellt Mjaskowski zwei Themen gegenüber: Das erste Thema ist schon fast klassisch, während das zweite ein Zitat des Fugenthemas der ersten Sonate ist. Im Finale wechseln sich volle Akkorde und liedhafte Melodien ab, die sich bis zum sinfonischen Klang hin steigern. Insgesamt ist diese Sonate musikalisch leicht und erinnert an die Sonaten von Schumann.
Aufgenommen haben diese Sonate Hegedüs, McLachlan und Masha Dimitrieva.

### 6. Sonate in As-Dur op. 64, 2
- Satzbezeichnungen:
  - I Allegro ma non troppo
  - II Andante con sentimento
  - III Molto vivo
- Gesamtdauer: ca. 20 Minuten
- Komponiert: erste Skizzen 1908, überarbeitet 1944

Auch die sechste Klaviersonate fertigte Mjaskowski nach alten Skizzen an. Als Vorlage dienten kleinere Klavierstücke, die er noch zur Zeit seines Studiums in Sankt Petersburg komponiert hatte. Form und Atmosphäre sind klassisch bis romantisch gehalten. Der erste Satz setzt sofort mit dem Hauptthema ein, was für Mjaskowski eigentlich untypisch ist, da die meisten Sonaten mit einer langsamen Einleitung beginnen. Das Thema zieht sich durch den ganzen Satz, der streng der Sonatensatzform folgt. Das Hauptthema des zweiten Satzes ist sehr einfach gehalten und könnte auch einer Sonate der Klassik entstammen. Es wird abgelöst durch ein romantisches, plätscherndes Thema, das an Edward MacDowells Stil erinnert. Der Anfang des dritten Satzes ist sehr ungewöhnlich, dissonante Läufe erinnern mehr an Havergal-Brian-Fanfaren. Das folgende Hauptthema ist angelehnt an das Klaviertrio g-Moll op. 3 des französischen Komponisten Ernest Chausson, insgesamt nimmt der Satz aber einen wesentlich konventionelleren Weg, als die Einleitung vermuten lässt. Es folgen ein romantisches zweites Thema und verschiedene Variationen der Themen und der Einleitung.
Neben den Gesamtaufnahmen von Hegedüs und McLachlan existiert auch eine Einspielung von Dimitriewa.

### 7. Sonate in C-Dur op. 82
- Satzbezeichnungen:
  - I Sonata (Соната). Allegro moderato
  - II Elegiya (Элегия). Andante pensireoso
  - III Plyaska-Rondo (Пляска-рондо). Allegro giocoso
- Gesamtdauer: ca. 10 Minuten
- Komponiert: 1949

Im Februar 1949 litt Mjaskowski bereits an Magenkrebs und unterzog sich einer Operation. Im darauffolgenden Sommer blieb er zur Genesung bei seinem Freund Prokofjew in Nikolina Gora (Rubljowka). Dort fertigte er das 13. Streichquartett a-Moll, die Entwürfe der 27. Sinfonie c-Moll und die drei letzten Klaviersonaten an. Diese Sonaten waren als Übungsstücke für seine Schüler gedacht und unterscheiden sich auch deutlich von den früheren Sonaten. Sie sind insgesamt kürzer, einfacher zu spielen und musikalisch klarer. Die Form erinnert oft eher an eine Sonatine.
Die siebte Sonate ist die kürzeste Sonate. Dem ersten Satz in Sonatenform folgt der schwermütige, langsame Satz, der als Elegie bezeichnet ist. Der dritte Satz (Tanz-Rondo) ist ganz im russisch-nationalistischen Stil und erinnert an Bax’ Trepak oder In a Vodka Shop.

### 8. Sonate in d-moll op. 83
- Satzbezeichnungen:
  - I Barkarola-Sonatina (Баркаролла-сонатина). Allegretto
  - II Pesnya-Idilliya (Песня-идиллия). Andante cantabile
  - III Horovod Rondo (Хоровод рондо). Vivo
- Gesamtdauer: ca. 13 Minuten
- Komponiert: 1949

Auch die achte Sonate in d-moll ist als Übungsstück konzipiert und weist als größte Schwierigkeit die Verflechtung der Melodie in verschiedenen Stimmen auf. Der erste Satz trägt die Bezeichnung Barkarole-Sonatine, wobei der Gondellied-Charakter nicht nur durch den 6/8-Takt und die wiegenden Bewegung der Melodie getroffen wird: Der Satz kommt, einer Sonatine entsprechend, ohne Durchführung aus und besteht aus nur drei Themen, die in unterschiedlichen harmonischen Varianten in der Reihenfolge A-B-C-B-A-B-C-B-A erscheinen, was man vielleicht als 'Wellen'-Form bezeichnen könnte (Deutet man den B-Teil lediglich als Überleitung ergibt sich eine normale Sonatensatzform ohne Durchführung und mit Coda, die aus Elementen des A-Teils besteht). Der langsame zweite Satz in F-Dur, bezeichnet als Lied-Idylle, erinnert an Passagen der sechsten und siebten Sinfonie. Das kurze Chorowod-Rondo basiert auf russischen Volksliedern. Die Sonate ist nach der Sonate in fis-moll erst die zweite, die in Moll endet.
Neben Hegedüs und McLachlan hat auch Dimitriewa diese Sonate aufgenommen.

### 9. Sonate in F-Dur op. 84
- Satzbezeichnungen:
  - I Svetlie obrazi-Sonatina (Светлые образы – сонатина). Allegro non troppo
  - II Povestvovanie (Повествование). Andante sostenuto
  - III Neuderzhimoe stremlenie-Rondo (Неудержтимое стремление-рондо). Molto Vivo
- Gesamtdauer: ca. 15 Minuten
- Komponiert: 1949

Die neunte Sonate in F-Dur ist die letzte Klaviersonate und eines der letzten Werke des Komponisten überhaupt (Später erschienen nur die 27. Sinfonie, das 13. Streichquartett und ein Lieder-Album). Der Titel des ersten Satzes lässt sich mit 'Sonatine in freier Form' übersetzen, der zweite Satz ist mit 'Erzählung' betitelt. Das Rondo hat den Zusatz 'unstillbares Streben', was sich auf die durchgehenden Achtelbewegenden bezieht.

### Sonatine in e-moll op. 57
- Satzbezeichnungen:
  - I  Moderato piu cantabile
  - II Narrante lugubre
  - III Molto vivo ed agitato
- Komponiert: 1942

Eine Aufnahme der Sonatine ist ausschließlich in der Gesamtaufnahme von McLachlan zu hören, Hegedüs hat sie nicht eingespielt.

### Gemeinfreie Noten
- Freie Noten zum Herunterladen im International Music Score Library Project:
  - 1. Klaviersonate in d-Moll op. 6
  - 2. Klaviersonate in fis-Moll op. 13
  - 3. Klaviersonate in c-Moll op. 19
  - 4. Klaviersonate in c-Moll op. 27
  - 5. Klaviersonate in H-Dur op. 64, 1
  - 6. Klaviersonate in As-Dur op. 64, 2
  - 7. Klaviersonate in C-Dur op. 82
  - 8. Klaviersonate in d-Moll op. 83
  - 9. Klaviersonate in F-Dur op. 84
  - Klaviersonatine in e-Moll op. 57